# 金成願
金成願（：／ Kim Seong-won，1973年10月15日—），大韓民國保守派政治人物，第20至21屆國會議員。